# Becamex Bình Dương Football Club
El Becamex Binh Duong es un equipo de fútbol de Vietnam que compite en la V-League, la liga de fútbol más importante del país.
Fue fundado en 1 de diciembre de 1976 en la localidad de Thủ Dầu Một con el nombre de Sông Bé. Lo conocen como el Chelsea de Vietnam por su fuerte capital financiero.

## Palmarés

### Campeonatos nacionales
V-League: 4
2007, 2008, 2014, 2015
Copa de Vietnam: 1
1994, 2015, 2018
Supercopa de Vietnam: 4
2007, 2008, 2014, 2015
Primera División de Vietnam: 0
- Subcampeón: 1

2003

### Otros campeonatos
Campeonato de Clubes Mekong: 1
2014

## Participación en competiciones de la AFC
- Champions League: 1 aparición

2008 - Fase de grupos
- Copa de la AFC: 2 apariciones

2009 - Semifinales
2010 - Octavos de final
| Temporada | Competición                 | Ronda            |                                       | Club            | Casa | Visita    |
| --------- | --------------------------- | ---------------- | ------------------------------------- | --------------- | ---- | --------- |
| 2008      | Liga de Campeones de la AFC | Fase de grupos   | Bandera de la República Popular China | Changchun Yatai | 0-5  | 1-2       |
|           |                             | Fase de grupos   | Bandera de Corea del Sur              | Pohang Steelers | 1-4  | 0-0       |
|           |                             | Fase de grupos   | Bandera de Australia                  | Adelaide United | 1-2  | 1-4       |
| 2009      | Copa de la AFC              | Fase de grupos   | Bandera de Singapur                   | Home United FC  | 2-0  | 1-2       |
|           |                             | Fase de grupos   | Bandera de las Maldivas               | Club Valencia   | 3-0  | 5-0       |
|           |                             | Fase de grupos   | Bandera de Tailandia                  | PEA             | 1-1  | 3-1       |
|           |                             | Octavos de final | Bandera de Malasia                    | Kedah FA        | 8-2  |           |
|           |                             | Cuartos de final | Bandera de Tailandia                  | Chonburi FC     | 2-0  | 2-2       |
|           |                             | Semifinales      | Bandera de Siria                      | Al Karamah      | 2-1  | 0-3       |
| 2010      | Copa de la AFC              | Fase de grupos   | Bandera de Malasia                    | Selangor FA     | 4-0  | 0-0       |
|           |                             | Fase de grupos   | Bandera de las Maldivas               | Victory SC      | 3-0  | 5-0       |
|           |                             | Fase de grupos   | Bandera de Indonesia                  | Sriwijaya FC    | 2-1  | 0-1       |
|           |                             | Octavos de final | Bandera de Vietnam                    | SHB Đà Nẵng     |      | 3-4 (aet) |

## Entrenadores (2002–presente)
| Nombre                      | País                     | Periodo       | Logros |
| --------------------------- | ------------------------ | ------------- | ------ |
| Trần Bình Sự                | Bandera de Vietnam       | 2002–2003     |        |
| Nam Dae-shik                | Bandera de Corea del Sur | 2004          |        |
| Mai Ngọc Khoa               | Bandera de Vietnam       | 2004          |        |
| Nam Dae-shik                | Bandera de Corea del Sur | 2004–??       |        |
| Vương Tiến Dũng             | Bandera de Vietnam       | 2004–2005     |        |
| Đoàn Minh Xương             | Bandera de Vietnam       | 2005–2006     |        |
| Lê Thụy Hải                 | Bandera de Vietnam       | 2006–2008     |        |
| Francisco Vital             | Bandera de Portugal      | 2008-2009     |        |
| Mai Đức Chung               | Bandera de Vietnam       | 2009-2010     |        |
| Đặng Trần Chỉnh             | Bandera de Vietnam       | 2010          |        |
| Dương Ngọc Hùng             | Bandera de Vietnam       | 2010          |        |
| Luís Rodrigues              | Bandera de Portugal      | 2010          |        |
| Dương Ngọc Hùng             | Bandera de Vietnam       | 2010          |        |
| Ricardo Formosinho          | Bandera de Portugal      | 2010–2011     |        |
| Đặng Trần Chỉnh             | Bandera de Vietnam       | 2011          |        |
| Lê Thụy Hải                 | Bandera de Vietnam       | 2011          |        |
| Đặng Trần Chỉnh             | Bandera de Vietnam       | 2011–2012     |        |
| Cho Yoon-hwan               | Bandera de Corea del Sur | 2012–2013     |        |
| Nguyễn Minh Dũng            | Bandera de Vietnam       | 2013–2014     |        |
| Lê Thụy Hải                 | Bandera de Vietnam       | 2015          |        |
| Trần Bình Sự                | Bandera de Vietnam       | 2016–2017     |        |
| Trần Minh Chiến             | Bandera de Vietnam       | 2017–2019     |        |
| Nguyễn Thanh Sơn (interino) | Bandera de Vietnam       | 2019          |        |
| Nguyễn Thanh Sơn            | Bandera de Vietnam       | 2019          |        |
| Carlos Oliveira             | Bandera de Brasil        | 2019–2020     |        |
| Nguyễn Thanh Sơn            | Bandera de Vietnam       | 2020          |        |
| Phan Thanh Hùng             | Bandera de Vietnam       | 2020–2021     |        |
| Đặng Trần Chỉnh             | Bandera de Vietnam       | 2021–2022     |        |
| Lư Đình Tuấn                | Bandera de Vietnam       | 2022–presente |        |

## Jugadores

### Jugadores destacados
- Diego Molares
- Gaston Molina
- Helio da Silva
- Martin Trindade
- Neto Baiano
- Robson de Lima
- Amaobi Uzowuru
- Abass Cheikh Dieng[34]
- Umaru Rahman
- Kim Dae-Chul
- Kim Gwan-Hoi
- Lee Yoo-Sung
- Park Sung-Kwang
- Samuel Kawalya
- Charles Livingstone Mbabazi
- Lee Nguyen
- Châu Phong Hòa
- Giang Thành Thông
- Huỳnh Kesley Alves[35]
- Lương Trung Tuấn
- Nguyễn Anh Đức[34]
- Nguyễn Trung Vĩnh
- Phạm Minh Đức
- Trịnh Xuân Thành
- Trương Huỳnh Điệp
- Vũ Như Thành

## Equipos afiliados
- TDC Binh Duong (Equipo B)

## Cuerpo técnico
| Nombre       | País               | Función                |
| ------------ | ------------------ | ---------------------- |
|              | Bandera de Vietnam | Gerente General        |
| Lư Đình Tuấn | Bandera de Vietnam | Entrenador             |
|              | Bandera de Vietnam | Asistente Entrenador   |
|              | Bandera de Vietnam | Entrenador de Porteros |
|              | Bandera de Vietnam | Fisioterapeuta         |